# دانيكا ماكفي
دانيكا ماكفي هي لاعبة هوكي الجليد كندية، ولدت في 9 ديسمبر 1989 في غريتر سودبوري في كندا.